# Sankt Jørgens Kirke (Svendborg)
 For alternative betydninger, se Sankt Jørgens Kirke. (Se også artikler, som begynder med Sankt Jørgens Kirke)
Sankt Jørgens Kirke ligger ved Svendborgsund, lige nordvest for Svendborgsundbroen, på grænsen mellem Svendborg by og bydelen Strandhuse.
Sankt Jørgen er de spedalskes skytshelgen, og det var således også et kapel i forbindelse med en isoleret gård for personer med denne sygdom, at kirken opstod i 1100-tallet, i første omgang som trækirke.
Gården for spedalske er den eneste bevarede i Danmark. Den ligger parallelt med kirken (se billede). I vore dage benyttes den til andre formål.

## Eksterne kilder og henvisninger
- Sankt Jørgens Kirke hos danmarkskirker.natmus.dk (Danmarks Kirker, Nationalmuseet).
- Sankt Jørgens Kirke på KortTilKirken.dk
- Sights.dk